# Tyr (album)
Tyr je petnaesti studijski album britanskog heavy metal sastava Black Sabbath. Album je 20. kolovoza 1990. godine objavila diskografska kuća I.R.S. Records.
Nazivi nekoliko pjesama te naziv samog albuma aludiraju na nordijsku mitologiju, zbog čega je Tyr često bio smatran konceptnim albumom. Međutim, basist Neil Murray pobio je tu tvrdnju 2005. godine, izjavljujući da iako bi se za većinu pjesama moglo učiniti da su usko povezane, album zapravo ima jako malo veze s mitologijom te nikad nije bio planiran kao konceptualno glazbeno izdanje.

## O albumu
U nordijskoj mitologiji Tyr je bog rata i herojske slave. Njegov je otac Odin. 
Gitarist sastava, Tony Iommi, u svojoj je autobiografiji Iron Man iz 2012. godine komentirao izostanak mračne tematike tekstova na Tyru koja je bila prisutna na prethodnom albumu skupine Headless Cross: "Za svoj smo se sljedeći album Tyr u veljači 1990. godine vratili u Woodcray Studios te smo ja i Cozy ponovno bili u službi producenata. Za vrijeme Headless Crossa Tony Martin je tek [neko vrijeme] bio član sastava te je pretpostavio "oh, Black Sabbath, sve je to povezano s Đavlom" stoga su njegovi tekstovi bili prepuni Đavla i Sotone. To je jednostavno bilo previše izravno. Rekli smo mu da bude malo suptilniji u pogledu toga pa je za Tyr napisao sve te tekstove o nordijskim bogovima i ostalim sitnicama. Bilo mi je potrebno neko vrijeme da to shvatim."
Album prikazuje možda najdramatičniji odmak od tradicionalnog zvuka grupe koji se pojavljuje samo u tragovima u ponekom rifu. Neki su recenzenti kritizirali glazbenu produkciju, tvrdeći kako su bubnjevi Cozyja Powella prigušili većinu drugih instrumenata, dok su ju drugi hvalili, komentirajući kako je ovo jedan od Sabbathovih najžešćih albuma i možda album koji se najviše oslanja na klavijature koje je svirao dugogodišnji gostujući peti član sastava, Geoff Nicholls. Kao rezultat, glazba na albumu je mračnija od prijašnjih Sabbathovih glazbenih radova, nalikujući na prethodni album Headless Cross.
Sastav je izjavio da je pjesma "Feels Good to Me", iako je se niti ne odriče niti ju zažaljuje, bila uvrštena na album samo kako bi mogla biti objavljena kao singl te da se glazbeno ne uklapa s ostatkom albuma.
Geezer Butler, Ian Gillan i Brian May su se pojavljivali kao gostujući glazbenici za vrijeme turneje Tyr u Europi; Butler i May su se pojavili tijekom bisa za nastup koji se održao 8. rujna 1990. u Hammersmith Odeonu u Londonu.
Rune na naslovnici albuma bile su preuzete s Runskog kamena iz Röka u Švedskoj. Srednja runa, algiz, transkribirana je kao moderno slovo x ili z, a ne y.

## Popis pjesama
Tekstovi: Tony Martin, glazba: Black Sabbath.
| 1.    | »Anno Mundi«                       | 6:12 |
| 2.    | »The Law Maker«                    | 3:55 |
| 3.    | »Jerusalem«                        | 3:59 |
| 4.    | »The Sabbath Stones«               | 6:48 |
| 5.    | »The Battle of Tyr« (instrumental) | 1:08 |
| 6.    | »Odin's Court«                     | 2:42 |
| 7.    | »Valhalla«                         | 4:42 |
| 8.    | »Feels Good to Me«                 | 5:44 |
| 9.    | »Heaven in Black«                  | 4:05 |
| 39:15 |                                    |      |

## Recenzije
Album je dobio uglavnom mješovite kritike. James Chrispell, glazbeni kritičar sa stranice AllMusic, dodijelio je albumu tri od pet zvjezdica te je izjavio: "Gotičan u pristupu, no prepun žestokih gitarističkih rifova, Tyr je u manje od godine dana nastavio Black Sabbathov prethodni povratak u središte pažnje. Ponovno se naslanjajući na mračniju stranu života ili čak smrti, Tyr je komplet pjesama koje su uglavnom bazirane na staronordijskim pričama o Odinu i bogovima rata. "Valhalla" zvuči potpuno drugačije od svega ostalog što je stari Sabbath isprobao, a ipak zvuči poznato. "The Sabbath Stones" miješa mitologiju s metalom u žestokoj glazbenoj sintezi. Na Tyru Black Sabbath zvuči ozbiljno koliko je god to moguće." Časopis Rolling Stone dodijelio je albumu jednu od pet zvjezdica.

## Zasluge
| Black Sabbath - Tony Martin – vokali - Neil Murray – bas-gitara - Cozy Powell – bubnjevi, produkcija - Tony Iommi – gitara, produkcija Dodatni glazbenici - Geoff Nicholls – klavijature | Ostalo osoblje - Leif Mases – miksanje - Andie Airfix – fotografija - Satori – naslovnica, ilustracije, dizajn - Tony Cousins – mastering - Sean Lynch – inženjer zvuka |